# حيرام مان
حيرام مان (بالإنجليزية: Hiram Mann)‏ هو طيار أمريكي، ولد في 23 مايو 1921، وتوفي في 17 مايو 2014.